# São Bento do Cortiço
São Bento do Cortiço is een plaats (freguesia) in de Portugese gemeente Estremoz en telt 717 inwoners (2001).